# Virsbo kyrka
Virsbo kyrka är en kyrkobyggnad belägen i Ramnäs socken i tätorten Virsbo i Surahammars kommun, Västmanlands län. Den tillhör sedan 2014 Sura-Ramnäs församling i Västerås stift.

## Historia
Virsbo kyrka byggdes av ägaren till Virsbo bruk envoyé Herman Lagercrantz. Den invigdes av biskopen den 8 augusti 1937. Kyrkan placerades i ena änden av allén som leder till Virsbo herrgård på samma sätt som man gjort vid vallonbruken i Uppland sedan 1600-talet. Man ville på det sättet markera makthavarna: kyrkan och bruksledningen. Kyrkan består av kor, kyrkorum, gravkor och sakristia. 
Dekorationsmålaren Axel Hörlin målade kyrkan invändigt. Han signatur finns kvar. Virsbo bruks egen personal byggde kyrkan med virke och material från bruket. Ledare för arbetet var brukets byggmästare Axel Augustsson. Stenarna till grunden skänktes av Ramnäs bruk, materialet kom från det då nedlagda och rivna Trummelsbergs bruk. Ritningarna till interiören var utförda av Lars Johan Lehming medan ritningarna till exteriören var utförda av Erik Hahr.
Fram till 1976 ägdes kyrkan av Virsbo bruk då den lämnades över till Ramnäs församling. Kyrkan tillbyggdes norrut 1984.

## Inventarier

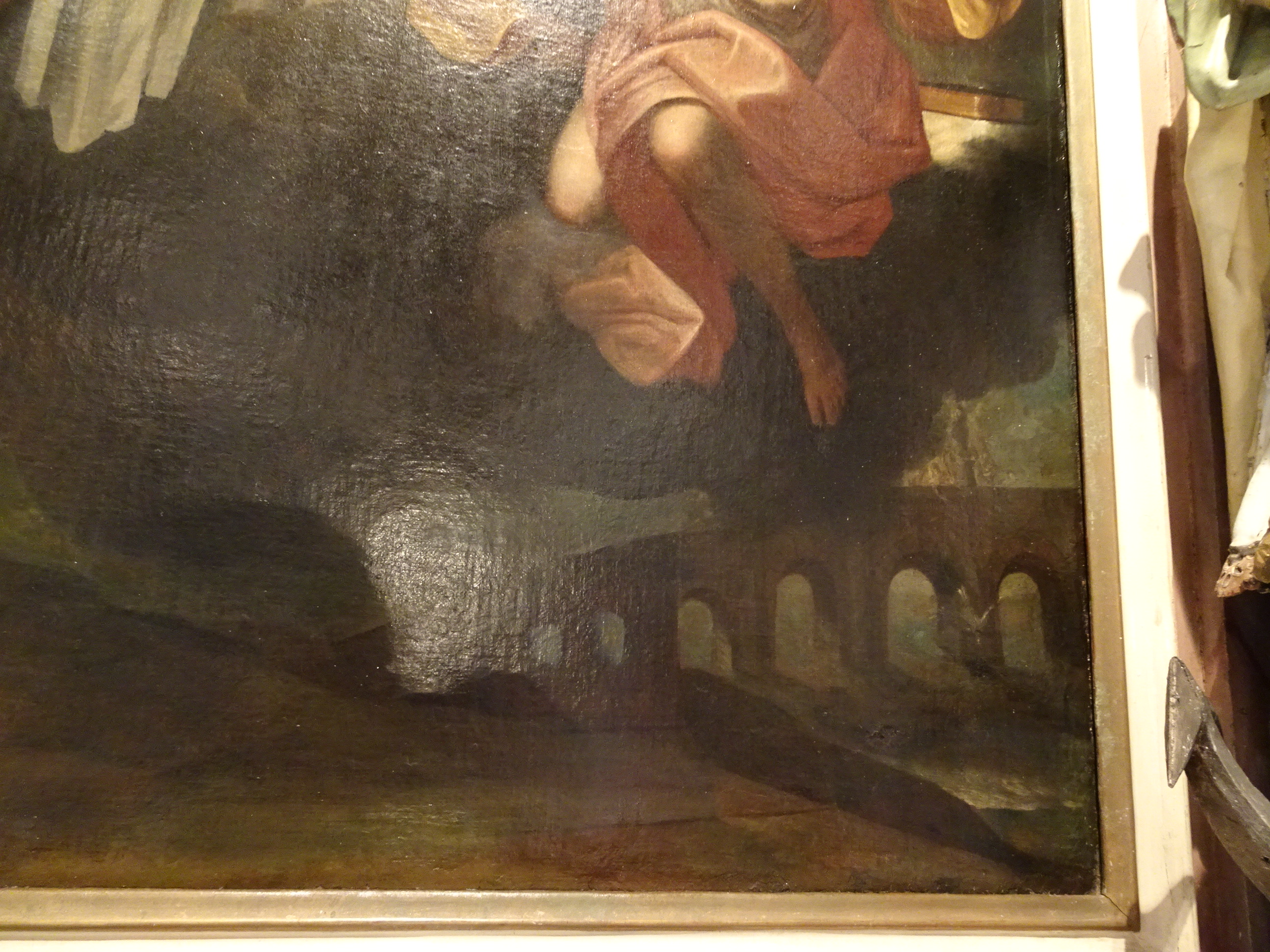
Detalj av altartavlan i Virsbo visande bron i Prag, Tjeckien när Johannes Nepomuk slängs i floden.

- Altaruppsatsen i koret (runt altartavlan) är från mitten av 1700-talet och har suttit i ett slott i Österrike. Det har många symboler: det allseende ögat, änglar som Guds budbärare, snäckor och spiraler.
- Altartavlan är från mitten av 1700-talet och kommer från ett slottskapell i Böhmen. Tavlan inköptes av Herman Lagercrantz i Wien. Tavlan är gjord i barockstil och man trodde att den skildrar Kristi himmelsfärd. 2008 misstänkte man att motivet nog inte var Kristi himmelsfärd, utan att det var en martyr, eftersom huvudpersonen är iklädd blå mantel, istället för vit dräkt. Bron syntes nere i högra hörnet och eftersom ursprunget Böhmen var känt, väcktes misstankar om att det var martyren Johannes Nepomuk som avbildats. Altartavlan/altaruppsatsen konserverades 2013. Lös färg fästes på både altaruppsatsen och tavlan. Tavlan fernissades om och när den nya fernissan lades på, framträdde människorna både på bron och kroppen i fallet ned i vattnet. Då var det inte längre någon tvekan om att det föreställde Johannes Nepomuk. Det som skiljer denna tavla från andra avbildningar av Johannes Nepomuk är att på tavlan i Virsbo saknas stjärnglorian (fem stjärnor som omger huvudet) vilket är vanligt på andra avbildningar. Däremot finns en fläck på tavlan, till vänster om huvudpersonens huvud. En av änglarna som befinner sig i skugga, håller upp något som är övermålat.[2] Altartavlan skildrar alltså den böhmiske prästen Johannes Nepomuks martyrdom. Han torterades och dödades 1393 i Prag, Tjeckien och kastades i floden Moldau (Vltava) från Karlsbron.
- På altaret finns ett silverkrucifix tillverkat 1668 i Merano, norra Italien.
- Triumfkrucifixet som hänger i taket och skiljer koret från kyrkorummet är köpt i Wien, Österrike men kommer från Oberammergau. Axel Hörlin målade. Krucifixet är monterat på ett kors av furu från Virsbo.
- Predikstolen (egentligen en ambo = talarstol) ritades av Lars Johan Lehming och tillverkades av brukets snickare.
- Bänkarna gjordes av Ängelsbergs snickeri.
- En liten rund altartavla i barockstil hänger i Lagercrantz'ka gravkoret. Altartavlan är skuren i trä och tillverkades i södra Tyskland under början av 1700-talet. Den visar hur Moses upphöjer ormen för att visa att vi alla kan få ett evigt liv.[3]
- Bredvid altaruppsatsen i gravkoret står en ambo i form av en örn som håller hela världen i sina klor. Den är skänkt av en privatperson i New York, USA.
- Kolumbariet (gravvalvet) är avsett för Herman och Hedvig Lagerkrantz och deras ättlingar.
- Dopskålen i silver är tillverkad i Wien 1825.

### Orgel
- Före 1955 användes ett harmonium i kyrkan.
- Den nuvarande orgeln byggdes 1955 av A. Magnusson Orgelbyggeri AB i Göteborg. Orgeln är pneumatisk och har 784 pipor.

| Huvudverk I   | Svällverk II        | Pedal       | Koppel  |
| Gedackt 8´    | Rörflöjt 8´         | Subbas 16´  | I/P     |
| Principal 4´  | Gemshorn 4´         | Koralbas 4´ | II/P    |
| Kvintadena 4' | Blockflöjt 2'       |             | II/I    |
| Spetsflöjt 2' | Larigot 1 1⁄3'      |             | II 4'/I |
| Mixtur 3 chor | Sesquialtera 2 chor |             |         |
|               | Tremulant           |             |         |
|               | Crescendosvällare   |             |         |

## Klockstapel och kyrkklocka
Utanför kyrkan står en klockstapel som byggdes 1924 - 1925. Dess ursprungliga plats var där koret nu ligger, men flyttades när kyrkan byggdes. Kyrkklockan designades av prins Eugen, tillverkades i påvens klockgjuteri i Rom och välsignades av påve Pius XI 1924.

## Bildgalleri

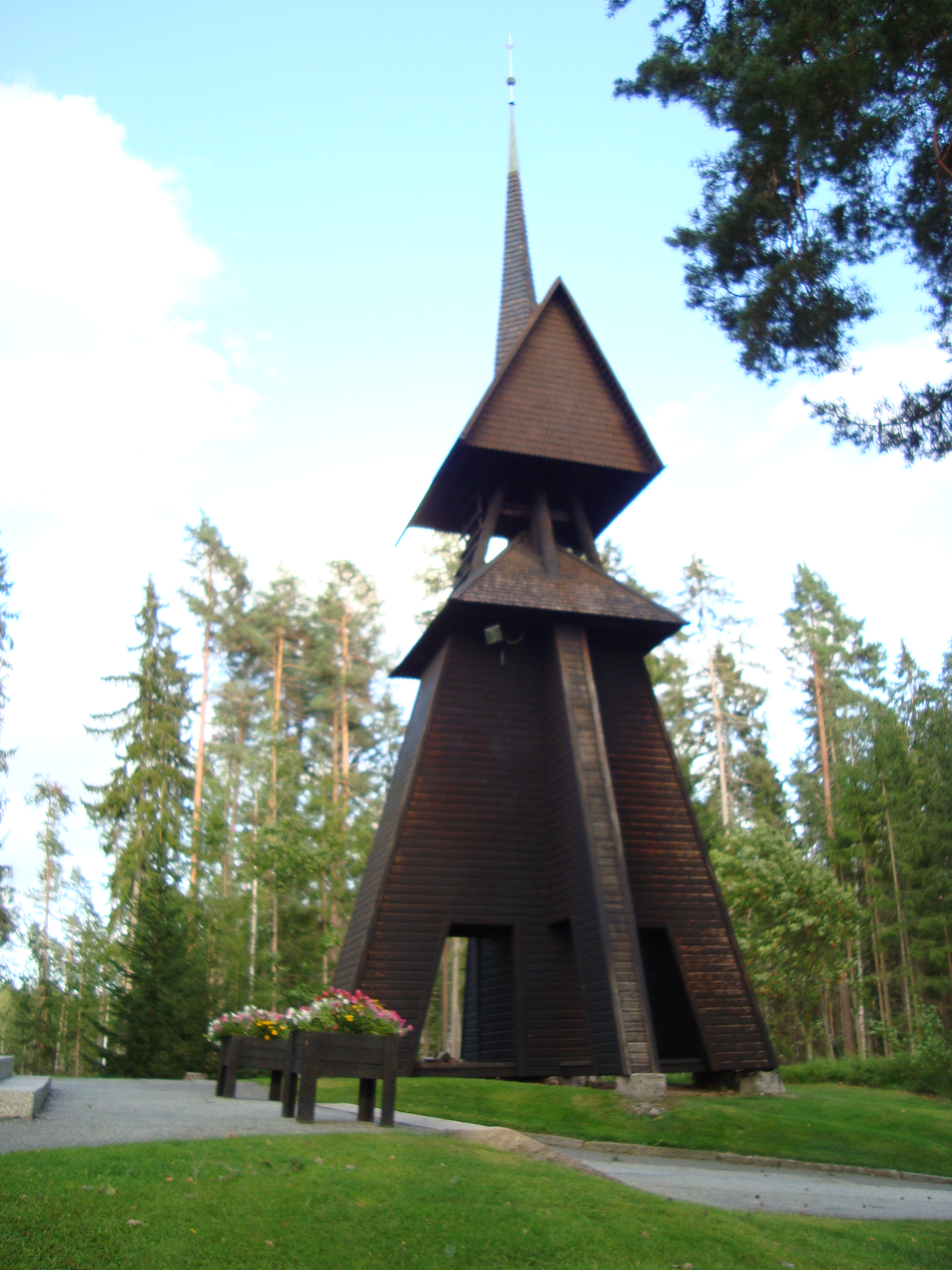
Klockstapeln.
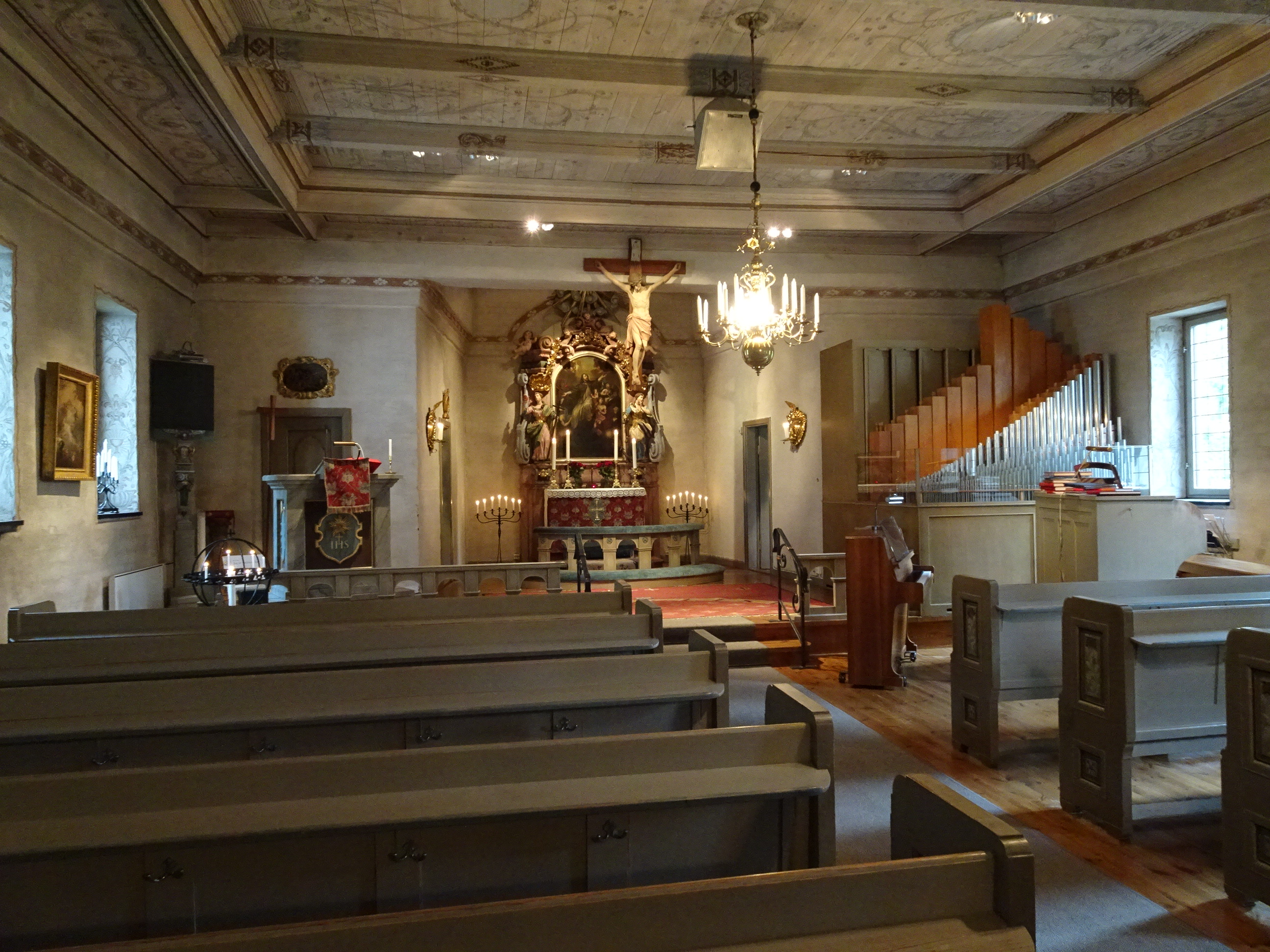
Kyrkans interiör mot altaret.
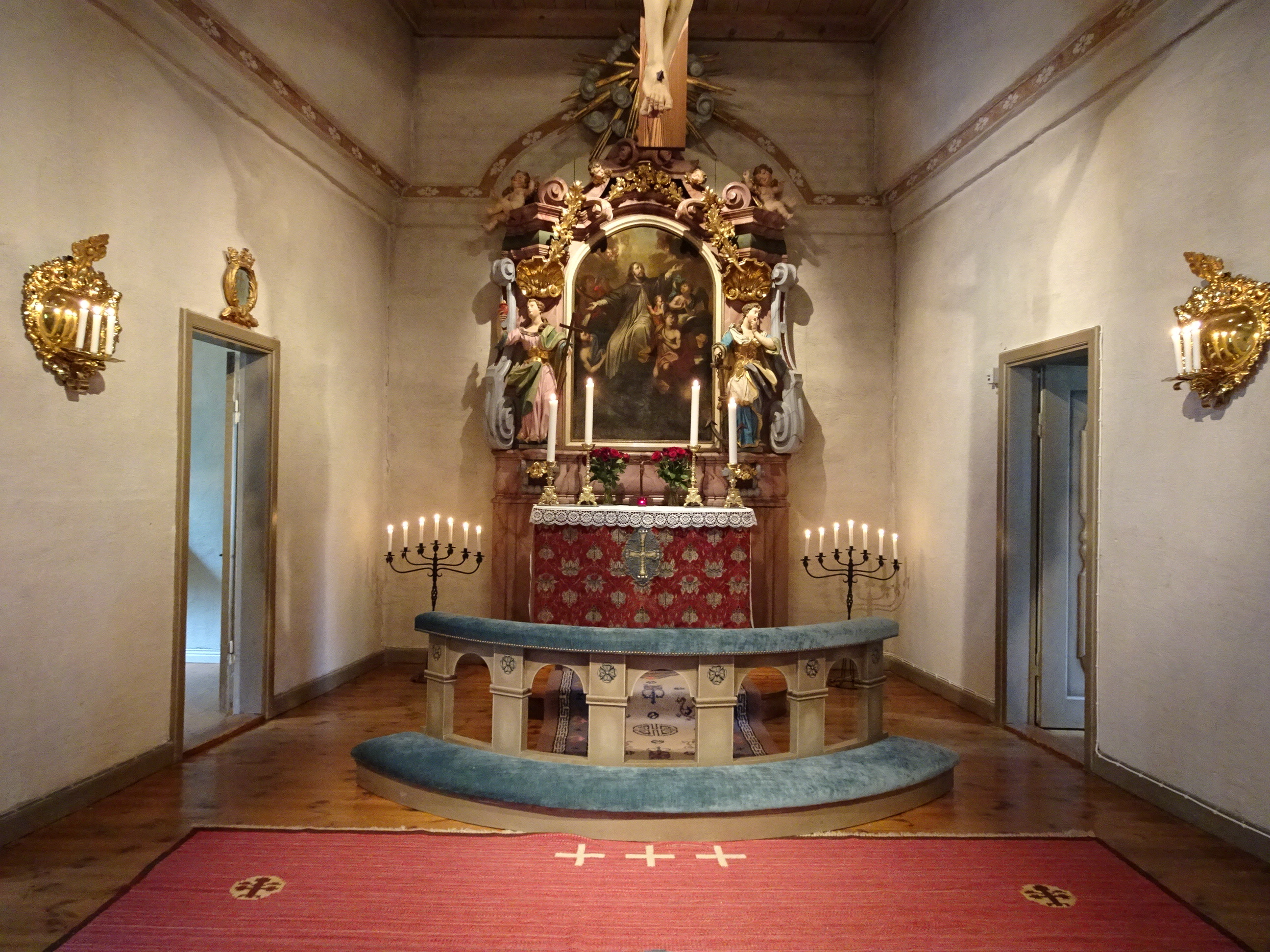
Koret.
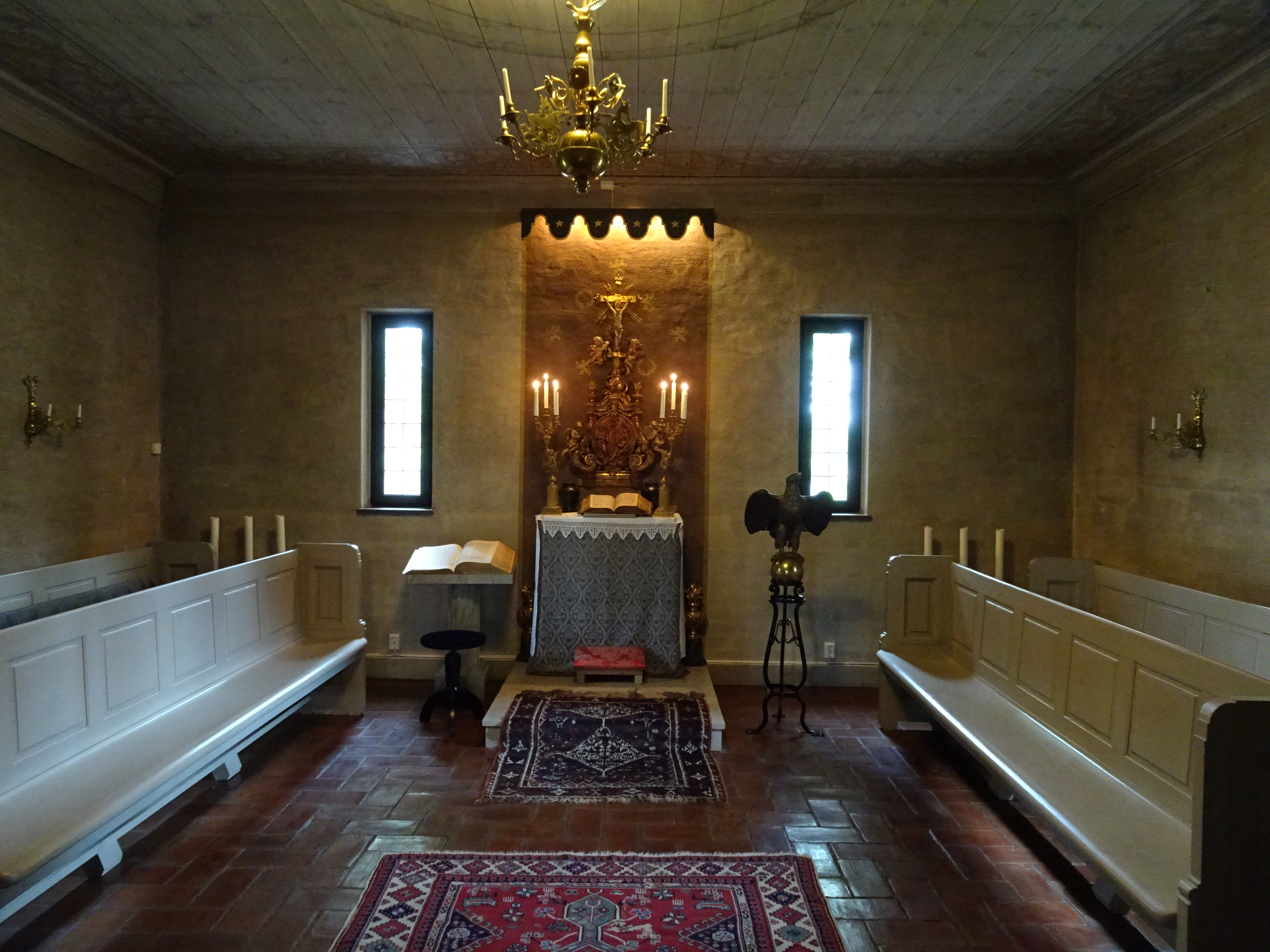
Gravkoret.